# Òptica quàntica
A física l'òptica quàntica és un camp d'investigació que s'ocupa de l'aplicació de la mecànica quàntica a fenòmens que impliquen la llum i les seves interaccions amb la matèria.
La llum es compon de partícules anomenades fotons i, per tant, intrínsecament és "granulosa" (quantitzada); l'òptica quàntica és l'estudi de la natura i els efectes d'això. La primera indicació que la llum pot ser quantitzada va venir de Max Planck el 1899 quan modelà correctament la radiació del cos negre assumint que l'intercanvi d'energia entre la llum i la matèria solament ocorria en quantitats discretes que ell anomenà quants. Era desconeguda si la font d'aquestes quantitats discretes era la matèria o la llum. El 1905, Albert Einstein va publicar la teoria de l'efecte fotoelèctric. Semblava que l'única explicació possible per a l'efecte fotoelèctric era l'existència de partícules de llum anomenades fotons. Més endavant, Niels Bohr demostrà que els àtoms estaven també quantitzats en el sentit que només podien emetre quantitats discretes d'energia. La comprensió de la interacció entre la llum i la matèria que van seguir després d'aquests desenvolupaments no només van formar la base de l'òptica quàntica, sinó també foren importants per al desenvolupament de la mecànica quàntica com un tot. Tanmateix, els subdisciplines de la mecànica quàntica que s'ocupaven de la interacció de la matèria-llum foren considerats principalment més com una investigació sobre la matèria que sobre la llum i, per tant, es parlava més de la física atòmica i l'electrònica quàntica que no pas sobre l'òptica quàntica.
Això canvià amb la invenció del màser el 1953 i del làser el 1960. Amb la ciència del làser, és a dir, la investigació dels principis, disseny i l'ús d'aquests dispositius, l'òptica quàntica es convertí en un camp important, i la mecànica quàntica que fonamenta els principis del làser fou estudiada ara amb més èmfasi en les característiques de la llum, i així el nom d'òptica quàntica arribà a ser habitual.
Com que la ciència del làser necessitava bones fundacions teòriques, i també perquè la investigació aquí aviat provà ser molt fructuosa, l'interès en l'òptica quàntica s'elevà. Després del treball de Paul Adrien Maurice Dirac en la teoria quàntica de camps, George Sudarshan, Roy J. Glauber i Leonard Mandel varen aplicar als anys 1950 i 1960 la teoria quàntica al camp electromagnètic, per guanyar una compensació més detallada de la foto-detecció i les estadístiques de la llum (vegeu grau de coherència). Això va conduir a la introducció de l'estat coherent com a descripció quàntica de la llum làser i de la comprensió que alguns estats de la llum no es podien descriure amb ondes clàssiques. El 1977 Kimble i altres demostraren la primera font de llum que requeria una descripció quàntica: un sol àtom que emetia un fotó a la vegada. Aquesta fou la primera prova concloent que la llum estava composta de fotons. Aviat fou proposta a la llum compresa, un altre estat quàntica de la llum amb certs avantatges sobre qualsevol estat clàssic. Alhora, el desenvolupament de polsos de làser curts i ultracurts, creats per tècniques de Q-switching i modelocking, obriren el camí per l'estudi de processos inimaginablement ràpids ("ultraràpids"). Aplicacions per a la investigació d'estat sòlid (exemple: espectroscòpia Raman foren trobats i foren estudiades les forces mecàniques de la llum sobre la matèria). L'última va conduir a la levitació i posicionament de núvols d'àtoms o encara de petites mostres biològiques en una trampa òptica mitjançant un raig làser. Aquesta, juntament amb el refredament Doppler fou la tecnologia crucial necessitada per atènyer el celebrat condensat de Bose-Einstein.
Altres resultats notables són la demostració de l'entrellaçament quàntic, la teleportació quàntica i recentment, el 1995, les portes lògiques quàntiques. Les últimes són de molt interés en teoria d'informació quàntica, un tema que en part va emergir de l'òptica quàntica, i en part de la ciència de la computació teòrica.
Avui dia els camps d'interès entre investigadors de l'òptica quàntica inclouen la conversió paramètrica descendent, l'oscil·lació paramètrica òptica, pulsos de llum encara més curts (attosegon), ús de l'òptica quàntica per a la informació quàntica, manipulació d'àtoms individuals, condensats de Bose-Einstein, les seves aplicacions, i com manipular-los (un subcamp freqüentment anomenat òptica atòmica), i molts més.
La investigació en l'òptica quàntica que apunta portar els fotons per a l'ús en la transmissió d'informació i la computació ara és freqüentment anomenada fotònica per accentuar la reivindicació que els fotons i la fotònica prendran el paper que els electrons i l'electrònica tenen avui dia.